# Β
Víta/Beta (/v/ (moderno) e /b/ (antigo); Β ou β; em grego:  βήτα, transl.: bēta; em grego moderno [ˈviˑta]) é a segunda letra do alfabeto grego, derivada da letra fenícia bete .  No sistema numeral grego este representa o valor 2. Letras que surgiram de beta (equivalentes) incluem B no latim, e as letras cirílicas be; ce, e; ve.
Em grego moderno, é pronunciada com o som dento-labial [c] e [v] (vi), mas em grego antigo era pronunciada como [b]. Sua forma maiúscula é representada por "B", e a minúscula por "β".
A letra beta não deve ser confundida com eszett (ß), uma letra da língua alemã visualmente parecida, mas sem nenhuma ligação.

## Classificação
- Alfabeto: Alfabeto grego
- Fonética: /v/ (no moderno); /b/ (no antigo)